# Orlen
PKN Orlen (пол. Polski Koncern Naftowy Orlen — польский нефтяной концерн «Орлен») — польская нефтеперерабатывающая компания, крупнейшая в Польше. Занимается добычей, переработкой и продажей нефти и бензина в Польше, Чехии, Германии, Австрии, Канаде, Венгрии, Латвии, Литве, Норвегии, Словакии и Пакистане. В списке крупнейших компаний мира Forbes Global 2000 за 2025 год заняла 379-е место (148-е по размеру выручки, 583-е по чистой прибыли, 633-е по активам и 855-е по рыночной капитализации).

## Образование
Фирма появилась после слияния двух крупнейших нефтеперерабатывающих предприятий Польской Народной Республики: C.P.N. (Centrala Produktów Naftowych), созданной в 1944 году, и Petrochemia, созданной в 1950 году. После слияния компаний появившаяся новая фирма получила название Polski Koncern Naftowy (PKN), а через несколько месяцев к имени было добавлено слово Orlen, которое было производным от слов «orzeł» (с пол. — «орёл») и «energia» (с пол. — «энергия»).

## История
В 1944 году для восстановления нефтяной инфраструктуры, пострадавшей от длительной войны и оккупации, была создана организация, названная Польской нефтяной монополией. В декабре 1945 года она была реорганизована в государственную компанию Centrala Produktow Naftowych (CPN). В 1948 году она была подчинена министерству промышленности и торговли и стала монополистом в торговле горюче-смазочными материалами. К 1980-м годам её сеть насчитывала более тысячи АЗС. В 1983 году компания была преобразована в коммунальное предприятие, в сферу его интересов были включены танкеры и нефтепроводы. В 1995 году CPN стало государственным обществом с ограниченной ответственностью.
Компания Petrochemia Płock («Нефтехимия Плоцка») была основана в 1950 году, но строительство её основного предприятия, крупного НПЗ в Плоцке началось только в 1958 году, в 1964 году оно начало работу. К концу 1960-х годов предприятие было расширено для выпуска нефтехимической продукции. В 1993 году Petrochemia Płock также была реорганизована в общество с ограниченной ответственностью в рамках подготовки к приватизации.
В мае 1998 года Совет министров принял решение о создании нефтяной группы путём слияния Centrala Produktów Naftowych CPN SA и Petrochemia Płock SA. Действия, связанные с созданием нового юридического лица, были официально оформлены 7 сентября 1999 года, когда оно приняло название Polski Koncern Naftowy SA. В октябре того же года 30 % акций были размещены на Варшавской фондовой бирже (часть этой доли была доступна на Лондонской фондовой бирже в виде депозитарных расписок). 3 апреля 2000 года внеочередное общее собрание акционеров приняло решение присвоить компании торговое наименование Orlen. К концу года доля государства сократилась до 17 %. В 2002 году у BP была куплена сеть из 500 АЗС в Германии. Также в 2002 году был открыт крупнейший в Центральной Европе НПЗ, названный DRW III. В 2004 году была куплена 64-процентная доля в чешской компании Unipetrol, владевшей тремя НПЗ и сетью из 300 АЗС.
В мае 2006 года было объявлено о крупнейшей сделке в истории Orlen — покупке более половины акций компании «Mažeikių Nafta», крупнейшей нефтедобывающей компании Литвы. После сделки PKN Orlen стала крупнейшей центральноевропейской компанией. Помимо этого, PKN Orlen образовал совместное с голландской фирмой Basell предприятие по производству пластиковых изделий.
В 2007 году в рейтинге Fortune Global 500 компания занимала 432-е место в списке крупнейших мировых компаний, а в рейтинге Forbes Global 2000—679-е. В компании работают более 24 тысяч сотрудников. В 2009 году заняла 31-е место в рейтинге крупнейших нефтеперерабатывающих компаний мира Fortune Global 500 и 249-е место в списке крупнейших компаний мира по всем отраслям, став единственной польской компанией в этом списке. По состоянию на 2015 год занимала 353-е место, оборот составлял 33,8 млрд долларов США.
В начале 2018 года было подписано письмо о намерениях, начиная с процесса поглощения Grupa Lotos PKN Orlen.
В январе 2019 года Orlen объявила, что выходит на словацкий рынок и открывает автозаправочные станции под брендом Benzina.
В 2023 году Orlen недополучала ежедневно 27 млн долл. из-за ограничения на импорт нефти из России (так в интервью газете Financial Times заявил глава компании Даниэль Обайтек); альтернативная российской нефть обходилась компании дороже почти на 30 долларов за баррель.

## Спонсорство
В 2002 году компания создала специальную раллийную команду под названием Orlen Team. Экипаж включал трех мотоциклистов Яцека Чахора, Марека Домбровского и Якуба Пжиганского, а также водителя ралли Шимона Рута и его пилота. Команда заявилась в чемпионат мира FIM и Кубок мира по внедорожным ралли FIA и Ралли Дакар.
В 2004 году Марек Домбровски стал первым поляком в истории Ралли Дакар, который финишировал в первой десятке.
В октябре 2018 года Компания ORLEN OIL стала стратегическим партнером Kia Motors Польша при организации Чемпионата Польши KIA PLATINUM CUP12. Проект поддерживают также Банк BGŻ BNP Paribas и Ergo Hestia.
В сентябре 2019 года ORLEN OIL запустила рекламную кампанию с участием Роберта Кубицы.
С 1 января 2020 года — титульный спонсор команды Формулы-1 Alfa Romeo Racing ORLEN.
Компания была спонсором мужской и женской сборных Польши по волейболу.

## Продукция
- Моторные масла — PLATINUM
- Моторные масла ORLEN OIL
- Масла для двигателей грузовых автомобилей и автобусов
- Масла, применяемые в сельском хозяйстве, лесоводстве и садоводстве AGRO
- Масла для строительной и тяжелой техники
- Промышленные масла (гидравлические, компрессорные, трансмиссионные, закалочные)
- Технологические масла (эмульгируемые масла, антиадгезионные смазки, масла для обработки)
- Пластичные смазки
- Рабочие жидкости
- Автомобильная косметика Platinum IMPACT и химия
- Растворители

## Дочерние компании и бренды

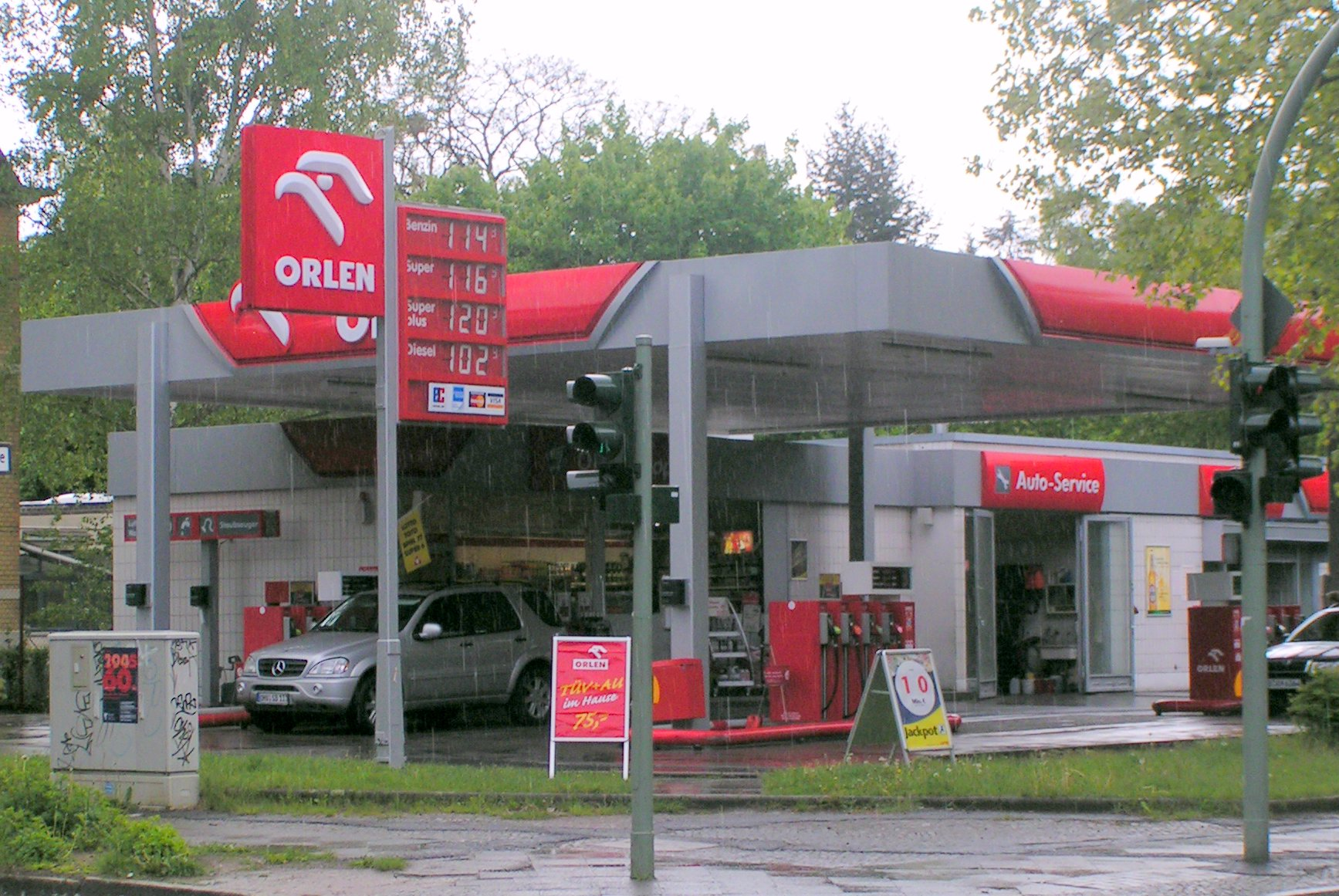
АЗС компании PKN Orlen в Германии

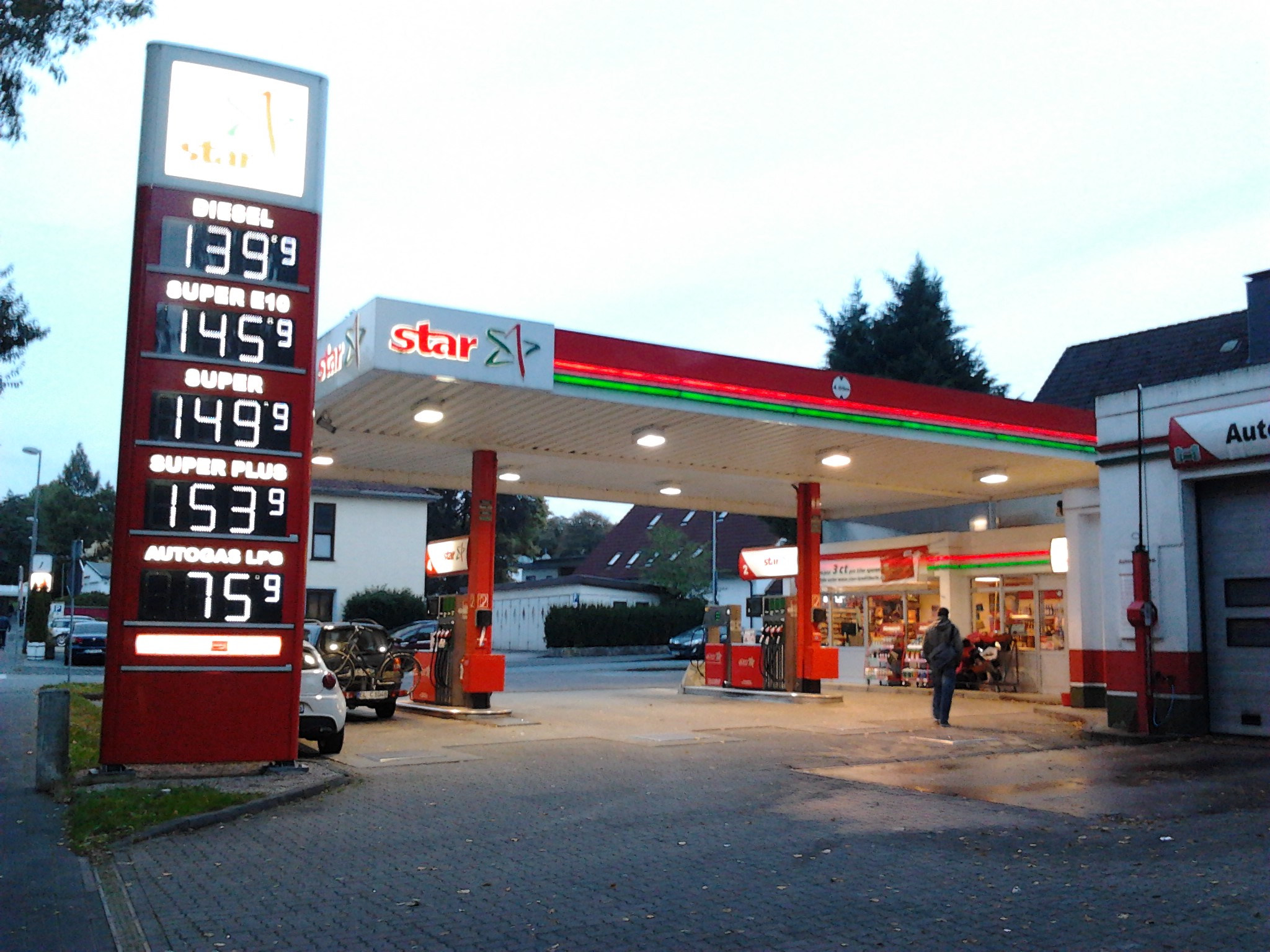
АЗС «Стар» в ФРГ.

- Basell Orlen Polyolefins (пластиковые и синтетические материалы)
- Orlen (польско-немецкая марка бензина)
- Star (немецкая марка бензина)
- Petrochemia Płock (польский бренд)
- PetroProfit (польский бренд)
- PetroZachod (польский бренд)
- Arge (польский бренд)
- UniPetrol (чешская фирма)
- Benzina (филиал Unipetrol)
- Solino (производитель промышленной рапы)
- Anwil (польская химическая компания)